# Лига на нациите на УЕФА
Лигата на нациите на УЕФА (на английски: UEFA Nations League) е турнир по футбол на мъжките национални отбори в Европа, който е предназначен да замени приятелските мачове от 2018 година насам, и се провежда под ръководството на УЕФА. Състезанието заменя международните приятелски срещи, играни преди в Международния календар на мачовете на ФИФА, като европейските национални отбори участват в по-чести състезателни мачове срещу други европейски национални отбори на сравнимо ниво.
Честотата на турнира е веднъж на всеки 2 години, като започва в четни години след световните и европейски първенства, а победителят се определя в нечетни години.
Турнирът се ръководи от принципите на промоция и изпадане. Всичките 55 национални отбора от страните членки на УЕФА се разделят на четири дивизии/лиги (A, B, C и D) според коефициента им, като всяка дивизия има по 4 групи с по 3 или 4 отбора. Отборите в групите играят помежду си на разменни домакинства, като първите в класирането печелят промоция за горната дивизия, а последните изпадат в долната дивизия.
Спортните постижения, постигнати в Лигата на нациите на УЕФА, се използват за определяне на списъците за посяване в големите квалификационни турнири за световни и европейски първенства и по този начин до голяма степен заместват коефициента на УЕФА. Освен това Лигата на нациите на УЕФА отваря втора и независима квалификационна пътека за финалните турнири на тези първенства в допълнение към големите квалификационни турнири.
Първите отбори от всяка дивизия получават възможност за класиране на Европейско първенство по футбол, като за целта първенците в дивизиите трябва да участват в плейофи по дивизии.

## Турнири
Първият турнир започва през септември 2018 г. Четирите победители в групите от Лига А се класират за финалния турнир в Португалия през юни 2019 г. На финала Португалия побеждава Нидерландия с 1:0.
Вторият турнир се провежда през септември – ноември 2020 г. (групов етап) и октомври 2021 г. (плейофи в Италия). Победител е Франция, която печели финала срещу Испания с 2:1.
Груповият етап на третия турнир е от 1 юни до 27 септември 2022 г., а финалният стадий – от 14 до 18 юни 2023 г. в Нидерландия. На финала Испания завършва наравно 0:0 срещу Хърватия след продължения и печели след изпълнение на дузпи с 5:4.
В четвъртия турнир участват 54 отбора (без Русия). Груповият етап е от 5 септември до 20 ноември 2024 г. Лиги А, В и С имат по 4 групи с по 4 отбора, а лига D - 2 групи с по 3 отбора. Финалният стадий е от 4 до 8 юни 2025 г. в Германия. Полуфиналните мачове са Германия – Португалия и Франция – Испания.
Турнирът излъчва и 4 участници в плейофи за още 4 места на финалния турнир на световното първенство (СП) през 2026 г. Четирите най-добри победители в групите на Лигата на нациите, въз основа на общото класиране на Лигата на нациите, които са завършили извън първите две места в своята квалификационна група за СП, заедно с 12-те втори отбори в квалификационните групи за СП играят плейофи. Плейофите са разделени на четири плейофни пътеки, които се играят в два елиминационни кръга (полуфинали и финали, като отборите домакини се изтеглят с жребий) и излъчват допълнителните 4 отбора за финалния турнир на СП 2026.
| Година | Място за провеждане на финалния стадий | Финалисти  | Финалисти           | Финалисти   | Полуфиналисти | Полуфиналисти         | Полуфиналисти |
| Година | Място за провеждане на финалния стадий | Шампион    | Резултат            | 2-о място   | 3-о място     | Резултат              | 4-о място     |
| ------ | -------------------------------------- | ---------- | ------------------- | ----------- | ------------- | --------------------- | ------------- |
| 2019   | Португалия                             | Португалия | 1:0                 | Нидерландия | Англия        | 0:0 (с.д.в.) (6:5 д.) | Швейцария     |
| 2021   | Италия                                 | Франция    | 2:1                 | Испания     | Италия        | 2:1                   | Белгия        |
| 2023   | Нидерландия                            | Испания    | 0:0 с.д.в. (5:4 д.) | Хърватия    | Италия        | 3:2                   | Нидерландия   |
| 2025   | Германия                               | Португалия | 2:2 с.д.в. (5:3 д.) | Испания     | Франция       | 2:0                   | Германия      |